# Sezona Velikih nagrad 1910
Sezona Velikih nagrad 1910 je bila peta sezona Velikih nagrad, dirke niso bile povezane v prvenstvo. 

## Velike nagrade
| Velika nagrada     | Dirkališče  | Datum       | Zmag. dirkač      | Zmag. moštvo      | Poročilo |
| ------------------ | ----------- | ----------- | ----------------- | ----------------- | -------- |
| Targa Florio       | Madonie     | 15. maj     | Tullio Cariolato  | Franco Automobili | Poročilo |
| Vanderbilt Cup     | Long Island | 1. oktober  | Harry Grant       | ALCO              | Poročilo |
| Velika nagrada ZDA | Savannah    | 12. oktober | David Bruce-Brown | Benz              | Poročilo |